# Thanh Bình, Biên Hòa
Thanh Bình là một phường cũ thuộc thành phố Biên Hòa, tỉnh Đồng Nai, Việt Nam.

## Địa lý
Phường Thanh Bình nằm ở trung tâm thành phố Biên Hòa, ven sông Đồng Nai, có vị trí địa lý:
- Phía đông giáp phường Quyết Thắng
- Phía tây giáp phường Hòa Bình và phường Quang Vinh
- Phía nam giáp phường Hóa An qua sông Đồng Nai
- Phía bắc giáp phường Trung Dũng.

Phường Thanh Bình có diện tích 0,37 km², dân số năm 2022 là 6.234 người, mật độ dân số đạt 16.848 người/km².

## Hành chính
Phường Thanh Bình được chia thành 3 khu phố: 1, 2, 3.

## Lịch sử
Ngày 28 tháng 9 năm 2024, Ủy ban Thường vụ Quốc hội ban hành Nghị quyết số 1194/NQ-UBTVQH15 về việc sắp xếp đơn vị hành chính cấp xã của tỉnh Đồng Nai giai đoạn 2023 – 2025 (nghị quyết có hiệu lực từ ngày 1 tháng 11 năm 2024). Theo đó, sáp nhập toàn bộ 0,37 km² diện tích tự nhiên và quy mô dân số là 6.234 người của phường Thanh Bình vào phường Trung Dũng.